# Arabella (Band)
Arabella war eine Schweizerische Eurodisco-Formation, die zwischen 1986 und 1987 aktiv war.

## Geschichte
Die Gruppe Arabella war ein Projekt von Produzent Gutze Gautschi, der später DJ Bobo produzieren und verlegen sollte. Als Sängerin fungierte zuerst Sandra Olajide, dann Sharon Harris; Gautschi war am Keyboard und Danny Amsler am Schlagzeug. Le freak - c'est chic! (Freak Out), eine Coverversion von Le Freak der Gruppe Chic, stieg im Herbst 1986 in die Schweizer Hitparade ein und kam bis auf Platz 14. Im Frühling 1987 folgte Shame Shame Shame, ein Cover von Shirley & Company, das auf Platz 13 der Hitparade gelangte. Im selben Jahr wurde ein Remix der bisherigen Arabella-Hits als The Arabella Megamix herausgebracht und sollte keine Chartplatzierung mehr erreichen.

## Diskografie
Singles
- 1986: Le freak - c'est chic! (Freak Out)
- 1987: Shame Shame Shame
- 1987: The Arabella Megamix